# Montenegro ai Giochi olimpici
Lo stato del Montenegro, indipendente dal 2006, ha partecipato per la prima volta ai Giochi olimpici nell'edizione 2008, svoltasi a Pechino.
In precedenza gli atleti montenegrini facevano parte della rappresentativa della Repubblica Federale Socialista di Jugoslavia (dal 1920 al 1988), della Repubblica Federale di Jugoslavia (dal 1996 al 2000) e della Repubblica di Serbia e Montenegro (solo nell'edizione 2004).
Nell'edizione 1992 gli atleti del Montenegro hanno fatto parte dei Partecipanti Olimpici Indipendenti.
L'unica medaglia olimpica conquistata dal Montenegro è l'argento nella pallamano vinto nel 2012.

## Medagliere storico

### Medaglie alle Olimpiadi estive
| Giochi       | Oro | Argento | Bronzo | Totale |
| ------------ | --- | ------- | ------ | ------ |
| 2008 Pechino | 0   | 0       | 0      | 0      |
| 2012 Londra  | 0   | 1       | 0      | 1      |
| 2016 Rio     | 0   | 0       | 0      | 0      |
| 2020 Tokyo   | 0   | 0       | 0      | 0      |
| 2024 Parigi  | 0   | 0       | 0      | 0      |
| Totale       | 0   | 1       | 0      | 1      |

### Giochi invernali
| Giochi           | Oro | Argento | Bronzo | Totale |
| ---------------- | --- | ------- | ------ | ------ |
| 2010 Vancouver   | 0   | 0       | 0      | 0      |
| 2014 Sochi       | 0   | 0       | 0      | 0      |
| 2018 Pyeongchang | 0   | 0       | 0      | 0      |
| 2022 Pechino     | 0   | 0       | 0      | 0      |
| Totale           | 0   | 0       | 0      | 0      |

## Medagliere per sport
| Sport     | Oro | Argento | Bronzo | Totale |
| --------- | --- | ------- | ------ | ------ |
| Pallamano | 0   | 1       | 0      | 1      |